# ROCK-Tee
ROCK-Tee（ロック ティー、本名：角田 頼泰、1970年12月8日 - ） 日本のヒップホップユニットEAST ENDのメンバーでDJを担当。FUNKY GRAMMAR UNIT所属。東京都新宿区出身。血液型はO型。ROCK-Tと表記していた頃もある。

## 来歴
1990年、GAKU-MC、YOGGYと共にEAST END結成。1995年2月、方向性の違いによりEAST ENDを脱退。同年秋、原宿にショップ「CRIB」をオープンする。かつては、RIP SLYMEのPES、KICK THE CAN CREWのKREVAがバイトとして在籍していた。2003年、EAST ENDに復帰し再始動。EAST ENDに所属する以前には、「DEF BEAT CREW」というグループに在籍していた。元RHYMESTERのDr.LOOPERとLR STEREOとして活動もしている。

## ディスコグラフィ
EAST ENDの作品を除く

### プロデュースアルバム
- 『BEST CONTROLLER〜pro-grammar anthology-』（2005年3月24日）
- 『this is... Produced by ROCK-Tee & DJ JIN from RHYMESTER』（2008年12月10日）

### リミックス
- RHYMESTER,「リスペクト改」（2000年2月26日）
麦の海 [Rock-Tee's Pro & Funky Grammarous Remix]
- DELiGHTED MINT,「P.K.a.S.」（2000年3月21日）
P.K.a.S.(ROCK-Tee's mo dope beats Remix)
- オムニバス,『THE BEST OF JAPANESE HIP HOP REMIX & ORIGINS』（2001年7月25日）
森の音楽家 ROCK-Tee's本格派コンダクターREMIX
- オムニバス,『BBOY PARK 2001 新たなる道へ…』（2001年12月12日）
TOKYO TRIBE 外伝〜エクソダス〜(ROCK-Tee's マイメン Remix)
- オムニバス,『THE BEST OF JAPANESE HIP HOP REMIX & ORIGINS Vol.2』（2002年2月21日）
E-DOUBLE ROCK-Tee's 2 thousand part 2 remix
ヨオ!ロックステディ ROCK-Tee's R.S.Flow remix
- KICK THE CAN CREW,「ONEWAY」（2002年3月13日）
マルシェ ROCK-Tee's mo'raw-funk remix
- CRAZY-A & KICK THE CAN CREW,「ダウン バイ ロー」（2002年8月7日）
DOWN BY LAW remixed by ROCK-Tee
- KREVA,「ファンキーグラマラス feat.Mummy-D」（2005年1月13日）
ファンキーグラマラス feat.Mummy-D<ROCK-Tee's Funk-Tank Freak Show Remix>
- マボロシ,「ファンキーグラマラス Part2 featuring KREVA」（2005年1月13日）
ファンキーグラマラス Part2 featuring KREVA(ROCK-Tee's Stop Beats Remix)
- 瘋癲,「FREE」（2009年4月25日）
At Daybreak (ROCK-Tee's My Men Remix)

### プロデュース作品
- オムニバス,『THE BEST OF JAPANESE HIP HOP Vol.5』（1996年5月22日）
天邪鬼(ROCK TEE featuring KIN,PESSY)
- RIP SLYME,『Talkin'Cheap』（1998年2月21日）
Searchin'
- オムニバス,『思考回路』（2001年9月19日）
例のヤツ / INNOSENCE,BUTCHER
往来蝶 / 三善/善三,MINE神-HOLD
- サントラ、『THE ORIGINAL MOTION PICTURE SOUNDTRACK ピカ☆ンチ LIFE IS HARDだけどHAPPY』（2002年10月30日）
童夢ZERO
- オムニバス,『CHANGE THE GAME』（2002年12月18日）
TOMORROW NEVER DIES / ROCK-Tee feat. T.A.K the RHHHYME
- m.c.A・T,『Returns!』（2004年2月4日）
Funk Tank feat.島谷ひとみ
- 童子-T,『童夢』（2005年2月23日）
東京童夢
- LITTLE,「はつ恋の〜What's Going On〜 feat.トータス松本」（2005年5月18日）,『LIFE』 （2005年6月22日）
はつ恋の〜What's Going On〜 feat.トータス松本
- BY PHAR THE DOPEST,「恥じゃない」（2006年12月6日）
階段
- 童子-T,『ONE MIC』（2007年8月29日）
Play That Beat feat.ZEEBRA

## 出演

### ラジオ
- SHIBUYA FM「ROCK-Tee、CHANNELのWARP ON THE TABLE」（毎週金曜 16:00〜17:00）
- ベイエフエム「ライムトラベリング」（終了）